# Несение креста (картина Тициана)
Несение креста (итал. Cristo portacroce) — картина великого итальянского художника Эпохи Возрождения Тициана, написанная им около 1565 года.
Картина происходит из дома Тициана, купленного в 1581 году семьёй Барбариго. В настоящее время находится в Эрмитаже, поступив туда в 1850 году из собрания Барбариго. Картина является авторским повторением подписанной композиции, хранящейся в Музее Прадо.